# Armida

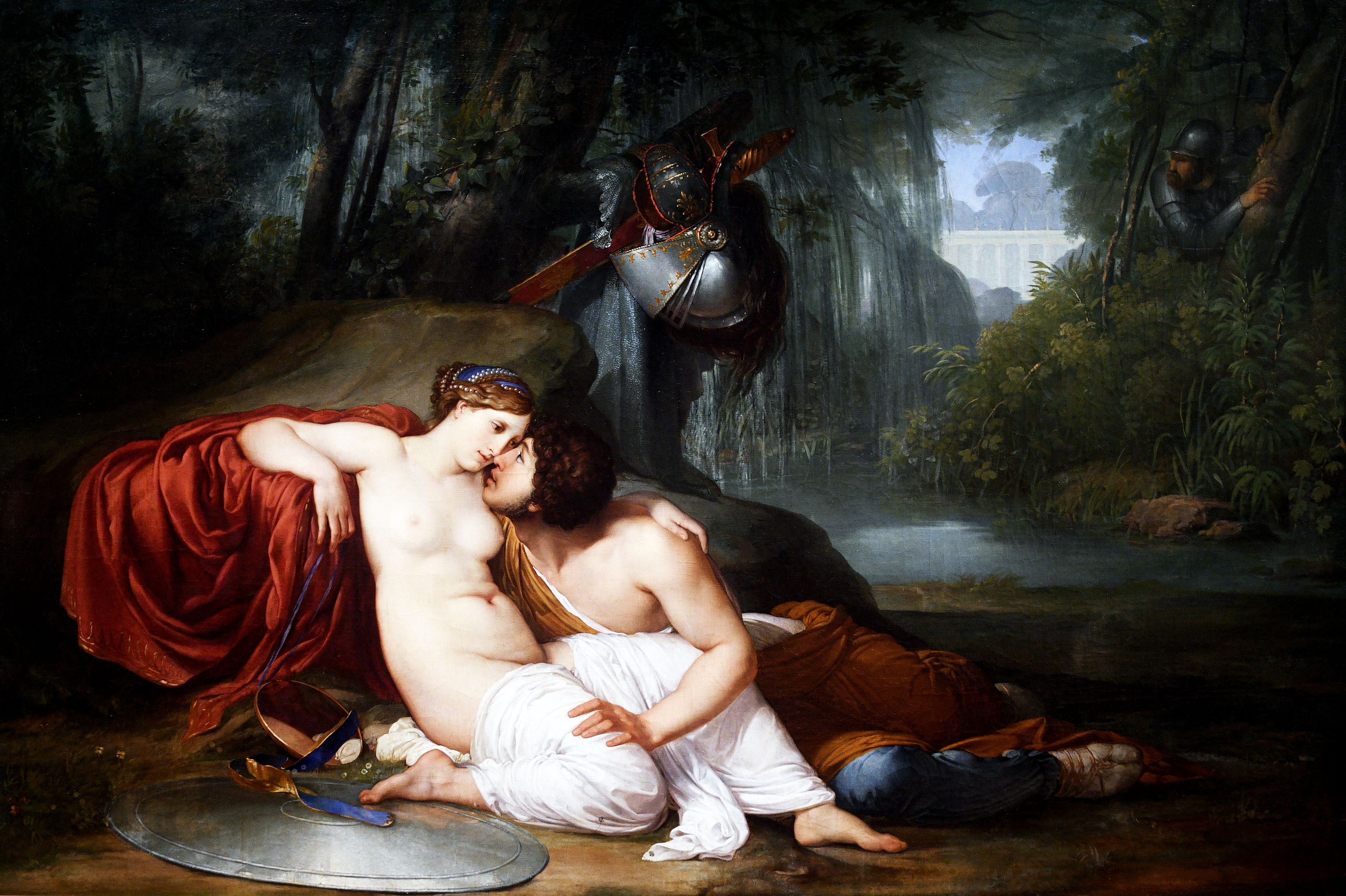
Rinaldo i Armida

Armida – postać z poematu Torquato Tasso La Gerusalemme liberata (Jerozolima wyzwolona) z 1581 roku.
Armida jest czarownicą o wyjątkowej urodzie, która wykorzystuje swoje magiczne zdolności przeciwko rycerzom krucjaty pod wodzą Godfryda z Bouillon. Działając po stronie pogan zwodzi rycerzy, zakochuje się jednak w jednym z nich – Rinaldzie. Ten, gdy czar przestaje działać, porzuca Armidę. Czarownica planuje zemstę. Udaje się do Jerozolimy z wojskami egipskimi, poganie ponoszą jednak klęskę. Armida usiłuje popełnić samobójstwo, lecz w końcu zostaje przy Rinaldzie, nie mogąc otrząsnąć się z uczucia do niego. Ostatecznie postanawia przyjąć wiarę chrześcijańską.

## Intryga w obozie chrześcijańskim
Tasso wprowadza postać Armidy do poematu w czwartej pieśni po opisie wściekłości, w jaką wpada władca piekieł Pluton i jego demony wobec podjętego przez rycerzy krzyżowych oblężenia arabskiej Jerozolimy. Armida jest bratanicą Hidraota, władcy Damaszku. Oboje parają się sztuką czarnoksięską. Hidraot oszukany przez diabły, którym służy, żywi przekonanie, że oblegający Jerozolimę chrześcijanie zostaną pokonani. Z poduszczenia złych duchów, wysyła więc do obozu krzyżowców swą bratanicę, aby im szkodziła. Armida, kobieta tak piękna, że piękniejszej na wschodzie nie widziano, ma omotać jeśli się da głównego wodza wyprawy Godfryda, aby zbrzydziwszy sobie wojnę oddał się ucztom i miłości. Jeśli pozostanie nieczuły na jej wdzięki ma zawrócić w głowach jak największej liczbie chrześcijańskich dowódców.
Piękna czarownica udaje się do obozu chrześcijańskiego. Powitana przez zachwyconego jej urodą Eustachego, brata głównego wodza, zostaje natychmiast poprowadzona przed oblicze Godfryda. Udając zawstydzenie i zmieszanie prosi wodza o pomoc. Twierdzi, że jej ojciec Arbilan, król Damaszku, umarł gdy miała 5 lat. Odtąd pozostaje na łasce wuja Hidraota, który łakomym okiem patrzył na schedę po bracie, a gdy doszła do pełnoletniości próbował wydać ją za swego syna. Kiedy się to nie udało, próbował ją otruć. Ostrzeżona jednak przez wiernego sługę Aronta, zbiegła i ukryła się w jego zamku. Hidraot ukoronowawszy się na króla, nastaje teraz na nią i jej sługę, rozpuszczając o niej fałszywe informacje. Dlatego zwraca się do Godfryda, słynnego ze swej prawości i troski o słabych i uciśnionych, by jej przyszedł z pomocą, jeśli nie osobiście to, by dał jej do pomocy 10 rycerzy, którzy pomogliby jej odzyskać miasto i dobre imię.